# Théorème de Schmidt
Ne doit pas être confondu avec Théorème de Schmidt (théorie des groupes).
L'expression théorème de Schmidt désigne un jeu de mots s'inspirant d'un théorème de mathématiques démontré par Otto Schmidt dans les années 1920, pour qualifier un slogan politique lancé par Helmut Schmidt un demi-siècle après, le 3 novembre 1974, peu après son accession au poste de chancelier ouest-allemand dans une période économique difficile, le premier choc pétrolier.
Les entreprises doivent alors s'autofinancer entièrement en raison de taux d'intérêt à deux chiffres, car le prix de l'énergie a quadruplé en six mois à cause de l'embargo pétrolier accompagnant la guerre du Kippour d'octobre 1973, ce qui a fait grimper l'inflation.
Ce slogan énonce que « les profits d'aujourd'hui sont les investissements de demain et les emplois d'après-demain » pour souligner qu'il est nécessaire, dans certains cas et à partir d'un certain moment, de restaurer rapidement les profits des entreprises allemandes, très exportatrices, afin de leur permettre d'investir à nouveau et de se moderniser, pour créer à nouveau des emplois compétitifs sur le marché mondial. Il sera une décennie plus tard présenté comme un "apophtegme" et plus tard encore comme un "théorème" à appliquer pas seulement en période de crise, mais sans avoir été démontré.

## Étymologie
- En mathématiques et en logique, un "théorème" (du grec théorêma, objet digne d'étude[1]) est une assertion qui est démontrée, c'est-à-dire établie comme vraie à partir d'autres assertions déjà démontrées (théorèmes ou autres formes d'assertions) ou des assertions acceptées comme vraies, appelées axiomes.
- Un "apophtegme", (du grec ancien ἀπόφθεγμα / apóphthegma : « précepte, sentence ») est une parole mémorable[2] qui résume en très peu de mots une pensée de grande portée en ce qui concerne la voie à suivre pour conduire sa vie extérieure ou intérieure.

## Histoire

### Slogan de 1974 et contexte
Helmut Schmidt devient chancelier ouest-allemand le 6 mai 1974, alors que les cours du pétrole viennent de quadrupler en seulement six mois, à cause d'un embargo pétrolier, appelé premier choc pétrolier, causé par la guerre du Kippour d'octobre 1973, accompagné des fortes hausses des prix des autres matières premières.
Le facteur pétrolier a provoqué à lui seul 2% de hausse supplémentaire des prix par an selon l'Insee et une "rupture économique", qui n'est pas propre à la France et l'Allemagne mais commune aux pays occidentaux.
"Partout en Europe des plans anti-inflation sont mis en place", y compris en France, Jean-Pierre Fourcade, ministre de l'Économie, de Jacques Chirac car l'inflation approche de 8% en début d'année 1974 en Allemagne puis atteint 13% en 1974 en France, niveau qui sera de nouveau constaté en 1980 et 1981 après le second choc pétrolier. Les salaires suivent ou précèdent parfois la hausse des prix et au cours de l'année 1974, la part des rémunérations salariales dans le revenu national de la RFA et de la France a progressé de deux points, mais l'Allemagne a une situation spécifique, car cette part s'établit désormais à six points au dessus de sa moyenne des années 1960 contre quatre points au dessus seulement en France, comprimant les marges bénéficiaires.
Helmut Schmidt énonce qu'il est nécessaire, pour réduire le chômage causé par ce premier choc pétrolier, d'augmenter les profits des entreprises allemandes, alors sévèrement comprimés par le quadruplement des prix de l'énergie, qui fait flamber les taux d'intérêt et oblige les entreprises à un virage vers l'autofinancement, les banques préférant utiliser leurs fonds à de nouveaux placements financiers.
Entre-temps, la grève des mineurs britanniques de 1974 a été suivie de quelques mois par les législatives britanniques d'octobre 1974, deux défaites successives du parti conservateur anglais au cours de l'année n'ayant pas permis aux travaillistes d'obtenir une majorité absolue confortable en raison de la percée des centristes du parti libéral-démocrate, qui grimpent à 18 % lors des législatives d'octobre 1974 après avoir participé à 17 votes négatifs contre le gouvernement minoritaire travailliste entre mars et septembre 1974.

### Reprise en 1978 en France sous forme d'apophtegme
Le slogan de 1974 est repris de l'autre côté du Rhin, mais plusieurs années après, par l'inspecteur des finances Michel Albert, nommé par le président de la République française Valéry Giscard d'Estaing commissaire général au Plan (1978-1981), qui énonce ses propres théorèmes aux idées proches, au même moment, afin de contrecarrer la vigoureuse contestation du "Plan Barre" annoncé par son Premier ministre Raymond Barre à la fin septembre  1976,, une succession de mesures d'austérité visant à freiner la hausse des salaires.
Présenté alors comme « l'apophtegme d'Helmut Schmidt » et pas comme un théorème, il sert à appuyer des déclarations de dirigeants des multinationales Michelin et Saint-Gobain-Pont-à-Mousson déplorant que seules leurs "productions réalisées à l'étranger dégagent des profits" alors qu'en France "le plus fréquent" est "des déficits considérables" qui selon elles "interdisent les investissements".

### Décennies suivantes, l'apophtegme devient théorème
Il sera appelé à différentes époques ultérieures "théorème du profit" et trois décennies après, la notion de "théorème", peu à peu confondue avec celle d'apophtegme, est peu à peu contestée aussi. Il s'agit d'une simple « phrase », mais qu'il faut « répéter matin, midi et soir … », indique en 2008 Alain Minc, l’un des conseillers économiques du président Nicolas Sarkozy, qui estime cependant que « si on n'a pas compris ça, on n'a rien compris à l'économie ». L'expression, de "théorème" est utilisée par l'éditorialiste de France Inter Dominique Seux au milieu des années 2010,.
Si l'application de ce principe n'avait pas permis pas d'augmenter la croissance allemande les années qui suivent son énonciation en 1974, cette expression sert à qualifier dans les décennies suivantes, de nombreuses politiques économiques de « désinflation compétitive » mises en place par Raymond Barre et poursuivies par la gauche dès le début des années 1980, visant à « restaurer les marges des entreprises ».
D'abord motivées par les dégâts cumulés des deux chocs pétroliers, inflation et déficits de certaines entreprises, ces politiques économiques vont ensuite considérer que les bénéfices réalisés par les entreprises en haut de cycle économique, doivent rester la norme, même en bas de cycle économique : il faut les "restaurer" au même niveau, quelle que soit la conjoncture, la variable d'ajustement étant l'emploi, qui est censé se rétablir plus tard, « après-demain », dans le sillage des investissements des entreprises.
Selon un éditorial dans Le Monde d'août 2005, « aucun économiste n'a jamais vraiment pu apporter la démonstration qu'il fonctionnait réellement » et l'émergence d'un « nouveau type de capitalisme, faisant la part belle aux logiques patrimoniales, est venue renforcer ce scepticisme », les entreprises ayant pour priorité « d'arrondir les dividendes plutôt que de stimuler les salaires ou l'emploi ».

## Critiques

### Utilisation par les entreprises des profits
Le théorème de Schmidt fait l'objet de débats au sein de la profession économique. La principale critique touche à l'utilisation par les entreprises des profits. L'investissement financier n'est pas nécessairement un investissement productif. En effet, une partie des profits de l'entreprise non reversés aux salariés est utilisé pour verser des dividendes ou pour effectuer des rachats d'actions, ce qui soulève la question de l'effet de ces mesures sur l'emploi.
Selon cette critique, les marges bénéficiaires peuvent être utilisées en salaires, dividendes, baisse des prix de ventes ou au désendettement et l'investissement n'est pas forcément toujours créateur d'emplois. En favorisant les profits, et donc le versement des dividendes, le théorème mènerait à une croissance des inégalités de revenu.

### Spécificité française
L'économiste Liêm Hoang Ngoc soutient que la France a tenté d’appliquer à la lettre le théorème de Schmidt à un tel point que, de tous les pays développés, la France serait celui où le partage des richesses entre salaires et bénéfices a été le plus favorable aux seconds. Il soutient que le taux de marge des entreprises a connu une forte hausse tendancielle entre 1980 et 2012, qui ne s'est pas accompagnée d'une hausse, mais d'une baisse tendancielle des taux d'investissement dans la production de biens et services (hors-dividendes et rachats d'actions). Selon la Banque de France, toutefois, le taux de marge a augmenté au cours des années 1980, et a stagné depuis.

### Rôle des dividendes
Par ailleurs, il faut considérer le fait que les dividendes peuvent être comptabilisés deux fois du fait des montages (une filiale verse des dividendes à sa holding qui distribue ensuite ces dividendes à des actionnaires, ce qui fait qu'un même dividende est comptabilisé deux fois). En prenant cela en compte, la proportion des dividendes dans le PIB est passée de 3 % dans les années 80 pour se stabiliser à environ 5 % après 2000. Aussi, la part de dividendes est variable : la crise a fait chuter leur part entre 2008 et 2010, mais ils sont aujourd'hui à leur niveau d'avant-crise. Aussi, les PME versent peu de dividendes (60 % en 1992 contre 8 % en 2011) tandis que les grandes entreprises en versent autant qu'avant la crise. Encore, les dividendes peuvent être réinvestis, et les actionnaires peuvent être des retraités à travers leur fonds de pension ou des classes moyennes. L'État est aussi actionnaire dans des entreprises du CAC 40 comme GDF-Suez, et en 2014, cette entreprise avait prévu de distribuer 3,6 milliards d'euros de dividendes soit 200 millions de plus que son bénéfice de 2013, car l'État l'avait exigé. Il en fut de même pour Renault (80 % de son bénéfice), Orange (83 %) ou encore EDF (63 %). De plus, cette hausse de la part des dividendes recouvre un changement du mode de financement des entreprises. Jusqu'au milieu des années 90, les entreprises se finançaient grâce aux banques, mais ont ensuite eu des difficultés à le faire et se sont donc tournées vers les marchés financiers (grandes entreprises), leur famille (PME et TPE), les 'business angels" (pour les start-up) et leur maison mère.

## Théorème d'Albert
Un autre jeu de mots de la même époque, prononcé en 1978, fait référence au  "Théorème d'Albert" énoncé par des mathématiciens dans les années 1930, pour qualifier un slogan de 1978 de l'inspecteur des finances Michel Albert, nommé par Valéry Giscard d'Estaing commissaire général au Plan (1978-1981), qui énonce que « l'emploi est lié à la croissance économique, la croissance est liée à l'état de notre commerce extérieur, et l'équilibre de notre commerce extérieur est lié à l'état de notre appareil productif », dont le principe se veut proche du slogan lancé quatre ans avant par le chancelier allemand mais dans un contexte différent et avec des motivations plus étendues.